# Humán anyatej oligoszacharidok
Az emberi anyatej oligoszacharidjai (az angol "human milk oligosaccharides" kifejezés alapján: HMO-k), más néven humán tejglikánok, egyszerű cukrok rövid polimerei, amelyek nagy koncentrációban találhatók meg az emberi anyatejben. Az emberi anyatej oligoszacharidjai elősegítik az immunrendszer fejlődését, csökkenthetik a kórokozók fertőzését, javíthatják az agy fejlődését és a kognitív funkciókat. Az emberi anyatej oligoszacharid összetétele a bifidobaktériumok és más baktériumok szelektív stimulálásával alakítja a csecsemő bélmikroflóráját. Az anyatej oligoszaccharidok ma már megtalálhatók bizonyos modern babatápszerekben, bár jellemzően kisebb koncentrációban és szegényebb összetételben, mint az anyatejben.

## Funkciójuk
Az anyatej más komponenseivel ellentétben, az anyatej oligoszacharidokat a csecsemők nem tudják megemészteni. Ugyanakkor úgynevezett prebiotikus funkcióval rendelkeznek, azaz a bélrendszerben élő baktériumok (elsősorban bifidobaktériumok) tápanyagaként szolgálnak. A bifidobaktériomok dominanciája a bélben biztosítja az egészséges bélrendszer működését, valamint megakadályozza a kórokozók elszaporodását. Friss kutatások szerint az anyatej oligoszacharidok megakadályoznak bizonyos vírusos és bakteriális fertőzéseket ill. csökkentik a hasmenéses (pl. norovírus által okozott) és felsőlégúti fertőzések előfordulását a csecsemőknél.
Felnőttek egészsége szempontjából is egyre több kutatás vizsgálja az anyatej oligoszacharidok potenciális szerepét. Prebiotikus tulajdonságaik révén támogatják a bélflóra egyensúlyát, elősegítik a jótékony baktériumok, különösen a Bifidobacterium és Akkermansia muciniphila fajok növekedését. Egyes tanulmányok szerint hozzájárulhatnak az immunrendszer optimális működéséhez és a gyulladásos folyamatok szabályozásához. A kutatások azt is vizsgálják, hogy az anyatej oligoszacharidok hogyan támogathatják a bél-agy tengelyt és a kognitív funkciókat, valamint milyen szerepet játszanak az emésztőrendszer védelmében. A felnőttkori étrend-kiegészítés formájában történő alkalmazásuk egyre nagyobb figyelmet kap, különösen a bélrendszer egészségére gyakorolt hatásaik miatt.

## Előfordulásuk
A kutatások azt mutatják, hogy az anyatej oligoszacharidok nagyobb mennyiségben fordulnak elő az emberi anyatejben, mint más emlős állatok tejében, ráadásul kémiai szerkezetük összetettebb és változatosabb. Általánosságban a főemlősök tejében lévő oligoszacharidok összetettebbek és változatosabbak, mint a nem főemlősökében lévők.
Az anyatej oligoszacharidjai (HMO-k) a laktóz és a zsír után a harmadik legnagyobb mennyiségben előforduló szilárd komponenst (vízben oldva, emulgeálva vagy szuszpendálva) alkotják az anyatejben. A HMO-k 11,3–17,7 g/l koncentrációban vannak jelen az anyatejben, a laktációs (szoptatási) szakasztól függően. Körülbelül 200, kémiai szerkezetében eltérő humán tej oligoszacharid ismert, amelyek fukozilált, szialilezett és semleges alapú oligoszacharid csoportokba sorolhatók. Az anyatej oligoszacharidjainak összetétele az anyatejben egyedi (azaz genetikai felépítés szerint egyénileg eltérő), és a szoptatás ideje alatt változik. A nők 80%-ánál a leggyakrabban előforduló oligoszacharid a 2'-fukozil-laktóz, amely körülbelül 2,5 g/l koncentrációban van jelen az emberi anyatejben; egyéb nagy mennyiségben előforduló oligoszachadok közé tartozik a lakto-N-tetraóz, a lakto-N-neotetraóz és a lakto-N -fukopentaóz.

## Fordítás
Ez a szócikk részben vagy egészben  a   Human milk oligosaccharide című angol Wikipédia-szócikk ezen változatának fordításán alapul.  Az eredeti cikk szerkesztőit annak laptörténete sorolja fel. Ez a jelzés csupán a megfogalmazás eredetét és a szerzői jogokat jelzi, nem szolgál a cikkben szereplő információk forrásmegjelöléseként.